# 高松雄一
高松 雄一（たかまつ ゆういち、1929年7月25日 - 2017年8月19日）は、日本の英文学者、翻訳家。東京大学名誉教授。

## 略歴
北海道室蘭市生まれ。東京大学文学部卒業、東京大学大学院博士課程中退、國學院大學助教授、1963年北海道大学助教授、1969年東京大学文学部英文科助教授、1977年教授、1990年定年退官、名誉教授、駒澤大学教授を務めた。1985年-1988年日本英文学会会長を務めた。
ロレンス・ダレルの4部作「アレクサンドリア四重奏」の他に、ジョイス『ダブリンの市民』、友人2名との共訳による『ユリシーズ』の翻訳が著名。
初の単著『イギリス近代詩法』（研究社、2001年）で第54回読売文学賞研究・翻訳賞。
なお編著は『シェイクスピア『恋人の嘆き』とその周辺』（英宝社、1995年）他多数がある。
2017年8月19日、間質性肺炎のため死去。88歳没。

## 主な翻訳
- 『ジュスティーヌ』（ロレンス・ダレル、河出書房新社） 1960年
のち改訂版 1976年、復刊 1990年
- 『バルタザール』（ロレンス・ダレル、河出書房新社） 1961年
- 『マウントオリーヴ』（ロレンス・ダレル、河出書房新社） 1962年
- 『クレア』（ロレンス・ダレル、河出書房新社） 1963年
のち改訳版 2007年
- 『ユリシーズ』全2巻（ジェイムズ・ジョイス、丸谷才一、永川玲二共訳、河出書房新社、世界文学全集） 1964年
のち改訳版 集英社 全3巻 1997年
のち集英社文庫 全4巻 2003年
- 『ソネット集』（シェイクスピア、岩波文庫） 1986年
- 『ダブリンの市民』（ジェイムズ・ジョイス、福武書店、福武文庫） 1987年
のち改訂版 集英社 1999年
- 『声たちの島』（ロバート・ルイス・スティーヴンソン、国書刊行会） 1989年
のち増訂版『マーカイム ほか6篇』（高松松子共訳、岩波文庫） 2011年
- 『対訳 イェイツ詩集』（イェイツ、岩波文庫、イギリス詩人選） 2009年